# Aéroport de Lansdowne House
L'aéroport de Lansdowne House est un aéroport situé en Ontario, au Canada.

## Annexe